# Partido Socialista Obrero y Campesino
El Partido Socialista Obrero y Campesino (Parti socialiste ouvrier et paysan, PSOP en sus siglas en francés) fue un partido político francés fundado en 1938 por disidentes de la SFIO agrupados en torno a la fracción Izquierda Revolucionaria (Gauche révolutionnaire, en francés). Fue disuelto en 1940 por el régimen de Vichy.
Liderado por Marceau Pivert, el PSOP reunió a elementos socialistas disidentes de la SFIO, entre ellos trotskistas y luxemburguistas. A nivel internacional, se adhirió al llamado Buró de Londres (Centro Marxista Revolucionario Internacional). Llegó a contar con 10 000 militantes, pero su desarrollo se vio lastrado por la competencia con la SFIO y el PCF. Su órgano de prensa era el periódico Juin 36, y sus jóvenes se agrupaban en la Jeunesse socialiste ouvrière et paysanne (JSOP).
Tras la disolución decretada por el régimen del mariscal Pétain, los militantes del PSOP se unieron mayoritariamente a las filas de la Resistencia, y tras la liberación de Francia algunos sectores se plantearon refundar el PSOP. Finalmente, sin embargo, la mayor parte de sus militantes optaron por ingresar en la SFIO o en el PCF. 